# Lacerta pamphylica
Lacerta pamphylica är en ödleart som beskrevs av  Schmidtler 1975. Lacerta pamphylica ingår i släktet Lacerta och familjen lacertider. Inga underarter finns listade i Catalogue of Life. Artepitet i det vetenskapliga namnet syftar på regionen Pamfylien där ödlan lever.
Denna ödla förekommer i sydvästra Turkiet vid Medelhavet norr om Cypern. Den vistas i låglandet och i bergstrakter upp till 1500 meter över havet. Exemplaren håller till på marken i skogar, buskskogar eller i landskap som inte brukas intensiv. Honor lägger mellan 7 och 20 ägg per tillfälle.
Beståndet påverkas av skogsbränder. Alla revir tillsammans är ungefär 20 000 km² stort. IUCN kategoriserar arten globalt som livskraftig.